# Planjava
Il Planjava con 2.394 m s.l.m. è una cima delle Alpi di Kamnik e della Savinja della sezione Alpi di Carinzia e di Slovenia, si trova all'interno della valle di Logar.

## Storia
Franz von Hohenwart fu il primo a scalare la montagna nel 1793.